# Hollands Kroon
Hollands Kroon ist eine westfriesländische Gemeinde im Nordwesten der Niederlande in der Provinz Nordholland, die am 1. Januar 2012 aus dem Zusammenschluss der Gemeinden Anna Paulowna, Niedorp, Wieringen und Wieringermeer entstanden ist. Das Gemeindegebiet erstreckt sich über eine Fläche von rund 662 km². Die Einwohnerzahl lag am 1. Januar 2025 bei 49.984.

## Geographie
Die Gemeinde liegt an der Spitze von Nordholland. Die Ostseite der Gemeinde grenzt an das IJsselmeer, im Nordosten schließt die Gemeindegrenze an die Waddenzee. Durch die gesamte Gemeinde verläuft der Groetkanaal, der schließlich bei Anna Paulowna ins Amstelmeer mündet.

## Geschichte
Ursprünglich war für die Fusionsgemeinde der Name Amstelmeer vorgesehen. Am 27. April 2010 wurde als Ergebnis eines Wettbewerbs mit Bürgerbeteiligung der Name Hollands Kroon bekannt gegeben. Am 13. September 2011 stimmte die Erste Kammer der Fusion zu. Der neue Gemeinderat wurde am 23. November 2011 gewählt.

## Politik

### Sitzverteilung im Gemeinderat
Der Gemeinderat von Hollands Kroon wird seit der Gemeindegründung wie folgt gebildet:
| Partei                               | Sitze | Sitze | Sitze | Sitze |
| Partei                               | 2011  | 2014  | 2018  | 2022  |
| ------------------------------------ | ----- | ----- | ----- | ----- |
| Onafhankelijk Hollands Kroon         | –     | –     | 3     | 8     |
| CDA                                  | 5     | 4     | 5     | 5     |
| VVD                                  | 8     | 5     | 5     | 4     |
| Senioren Hollands Kroon              | 4     | 6     | 7     | 4     |
| GroenLinks                           | 1     | 1     | 2     | 2     |
| PvdA                                 | 4     | 3     | 2     | 2     |
| Lokaal Alternatief Democratie Anders | 3     | 6     | 1     | 2     |
| ANDERS! a                            | 1     | 1     | 1     | 2     |
| D66                                  | 1     | 2     | 2     | 2     |
| ChristenUnie                         | 1     | 1     | 1     | –     |
| Partij Vrije Liberalen               | 1     | –     | –     | –     |
| Wieringen05                          | 0     | –     | –     | –     |
| Algemeen Belang Hollands Kroon       | 0     | –     | –     | –     |
| Sociaal Democratisch Collectief      | 0     | –     | –     | –     |
| Gesamt                               | 29    | 29    | 29    | 29    |

Anmerkungen

### Bürgermeister
Seit dem 12. Februar 2019 ist Rian van Dam (PvdA) amtierende Bürgermeisterin der Gemeinde. Zu ihrem Kollegium zählen die Beigeordneten Mary van Gent (Senioren Hollands Kroon), Theo Groot (CDA), Theo Meskers (VVD) sowie der Gemeindesekretär Wim Eppinga.